# Cettin
Cettin también conocido como San Cettin de Oran (también Cethach, Cetagh o Cethagh) era un discípulo de san Patricio. Él ayudó a san Patricio a evangelizar en Irlanda. San Patricio lo consagró como obispo auxiliar de Oran. Se cree que murió en el siglo V. Su fiesta es el 16 de junio. Su santuario está en Oran (condado de Roscommon) y fue un famoso lugar de peregrinación hasta el siglo XVIII.